# Frederic Aspiras
Frederic „Freddie“ Aspiras (* 13. Juli 1976 in San Francisco) ist ein US-amerikanischer Friseur, Perückenmacher und Visagist.

## Leben
Frederic Aspiras ist das jüngste von sieben Kindern eines philippinischen Soldaten und einer Vietnamesin. Sie kamen 1975 als Vietnamkriegsflüchtlinge in die USA und ließen sich kurz nach seiner Geburt scheiden. Seine Mutter († 2020) führte einen Friseursalon in San Francisco, in dem Aspiras mit 13 Jahren begann, Aufgaben zu übernehmen und sich mit Stylingtechniken auseinanderzusetzen. Neben Frisuren interessierte er sich seit der Highschoolzeit auch für Make-up und arbeitete nach seinem Berufseinstieg 1997 zunächst im Bereich Kosmetik.
Mit 27 Jahren zog Aspiras nach Los Angeles. Während er dort durch kostenlose Probearbeiten versuchte, in seinem Wunschberuf Friseur Fuß zu fassen, arbeitete er im Einzelhandel, um seinen Lebensunterhalt zu verdienen. Über einen Agenten bekam er schließlich eine Stelle bei Paris Hilton, für die er drei Jahre lang tätig war. Er wirkte als Friseur und Visagist bei ihrer Show Paris Hilton’s My new BFF mit.

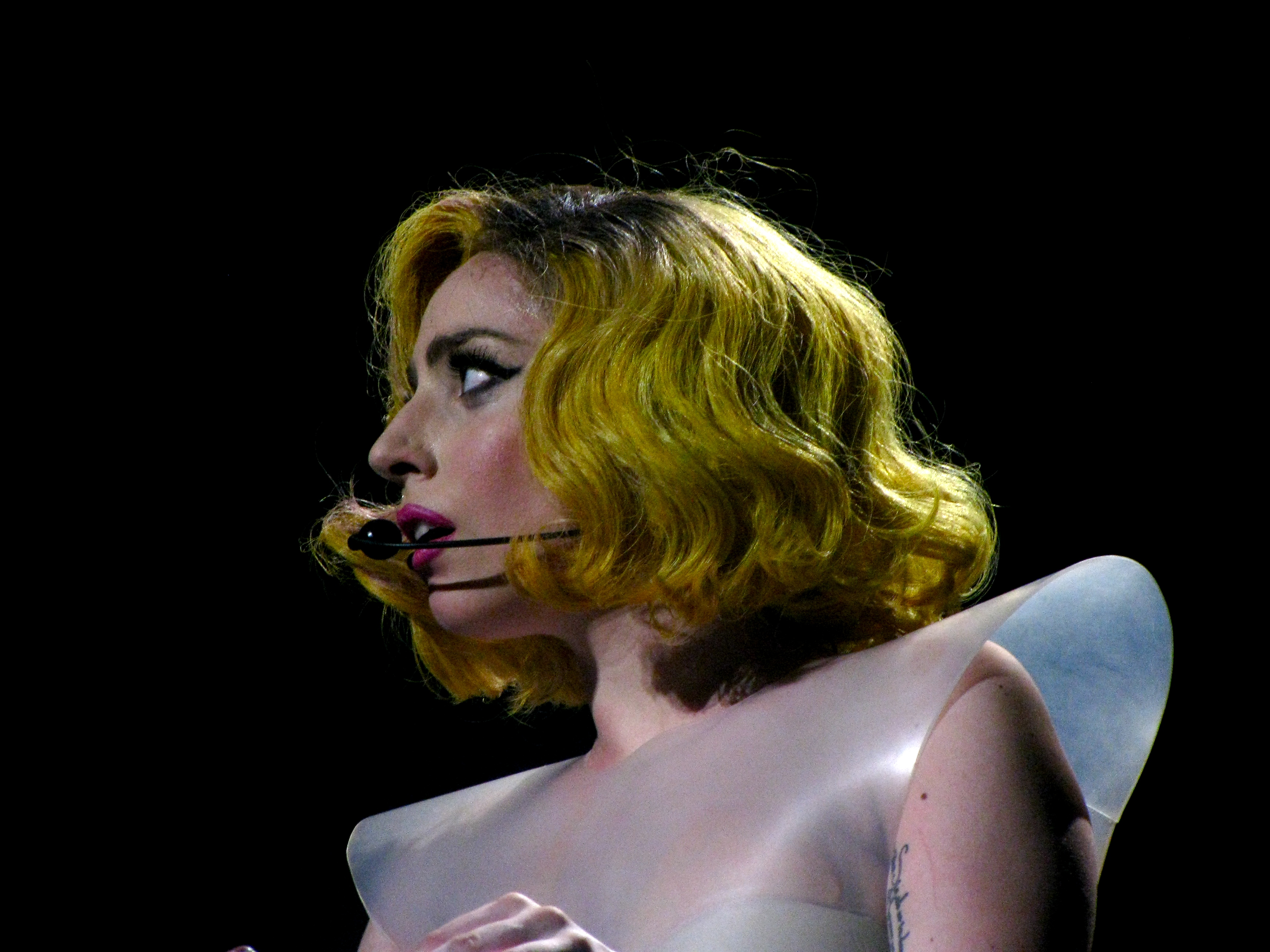
Lady Gaga mit gelb-schwarzer Perücke auf der Monster Ball Tour (2010)

Seit 2009 arbeitet Aspiras als Hair Stylist für Lady Gaga, für die er Perücken und Extensions (Haarverlängerungen) gestaltet, die sie bei ihren Auftritten auf Konzerten (u. a. The Monster Ball Tour), in Videos und bei Kampagnen trägt. Seine Arbeiten für die Musikerin reichen über ein weites Spektrum wie Pixies, hohe Bouffant-Frisuren, komplizierte Zöpfe, Hollywood-Locken, klassische Hochsteckfrisuren wie French Twists und an Elvis Presley angelehnte Koteletten. Zum Teil setzt er auffällige Farben ein wie Lichtenstein-Gelb mit schwarzem Ansatz, Pink oder Aquamarin.
2016 war Aspiras als Mitwirkender an der Fox-Fernsehserie American Horror Story: Hotel, in der Lady Gaga mitspielt, für einen Emmy in der Kategorie „Outstanding Hairstyling For A Limited Series Or Movie“ nominiert. 2019 erhielt er bei den Fashion Los Angeles Awards des Magazins The Daily Front Row den „Hair Artist of the Year Award“. Im Rahmen der Veranstaltung gab Lady Gaga an, dass er wie ein Bruder für sie sei und sie zu dem Song Hair inspiriert habe, weil er ihr dabei half, sich selbst zu lieben.
Auch als Lady Gaga die Hauptrolle der Patrizia Reggiani in dem Familiendrama House of Gucci übernahm, war Aspiras für ihre Haare zuständig. Er kreierte zehn handgeknüpfte Echthaarperücken und darauf basierend 54 verschiedene Frisuren, die er nach Recherchen über zeitgenössischen Haartrends in Italien anfertigte. Für diese Leistung wurde er bei der Oscarverleihung 2022 zusammen mit Anna-Carin Lock und Göran Lundström für einen Oscar in der Kategorie „Bestes Make-up und beste Frisuren“ nominiert.  Seine Mitarbeit an House of Gucci brachte ihm außerdem eine Nominierung bei den British Academy Film Awards 2022 ein.

## Filmografie (Auswahl)
- 2008–2009: Paris Hilton’s My new BFF
- 2015: American Horror Story: Hotel
- 2021: House of Gucci